# Geranium lambertii
Geranium lambertii là một loài thực vật có hoa trong họ Mỏ hạc. Loài này được Sweet mô tả khoa học đầu tiên năm 1827.